# Godfried Jozef Dortu
Godfried Jozef Dortu (Klimmen (Limburg), 15 augustus 1884 - Kerkrade, 8 april 1972) was een Nederlandse dirigent en componist, voornamelijk bekend vanwege een groot aantal composities en arrangementen van kerkelijke koormuziek.

## Levensloop

### Jeugd
Jozef Dortu werd geboren op 15 augustus 1884 ‘aan De Oude Pastorij’ in het Zuid-Limburgse Klimmen. Reeds als jongen getuigde hij van een grote muzikale begaafdheid. Zijn – overigens ook muzikale – ouders lieten hem dan ook al vroeg privélessen in pianospel en muziekkennis volgen.
Op zijn achttiende jaar begon hij met componeren. Uit 1905 dateert een vierstemmig ‘Kerstlied’ dat door het Kerkelijk Zangkoor St. Caecilia van Klimmen in de Kerstnacht van 1905 werd uitgevoerd, en van een jaar later een vierstemmig ‘O sacrum Convivium’ dat hetzelfde koor op kermiszondag 1 juli 1906 ten gehore bracht. Als pseudoniem gebruikte hij soms ‘J. Chagfed’: de letters van de toonladder in omgekeerde volgorde. In 1908 vestigde hij zich in Chèvremont (gemeente Kerkrade), waar de musicus P. Zeyen zijn orgelspel en koordirectie tot verdere ontwikkeling bracht. Overigens was hij nagenoeg autodidact.

### Chèvremont
Chèvremont zou voortaan de thuishaven van Jozef Dortu zijn, de plaats waar zijn loopbaan als muzikaal initiator, dirigent en componist een hoge vlucht zou nemen. Bij het gereedkomen van de Petruskerk in 1908 werd hij cantor-organist van de kerk, een functie die hij ook enige tijd aan de Martinuskerk van Spekholzerheide zou vervullen. Ook trad hij meteen toe tot de ‘Societé Saint Lambert’, het mannenkoor St. Lambertus. In 1912 was hij initiatiefnemer, mede-oprichter en dirigent van de Zangvereniging ‘Kunst naar Krachten’, waaruit tevens een dubbelmannenkwartet geformeerd werd. In 1919 kreeg de Petruskerk een mannenkerkkoor en Jozef Dortu werd de eerste organist-dirigent van de St. Petrusparochie van Chèvremont. In 1929 werd Guus Gerards aangetrokken voor het begeleiden van meerstemmige uitvoeringen. Vanaf 1932 bood de bouw van het grote kerkorgel door de firma Vermeulen uit Weert dirigent en organist grotere expansiemogelijkheden.

### Levensavond
In 1945 nam Jozef Dortu ontslag als dirigent van zijn Petruskoor. Het componeren bleef echter onverminderd doorgaan, tot in zijn laatste levensdagen. Opgenomen in de verpleegkliniek in Heerlen creëerde hij in april 1971 achter het grote raam dat hem een blik gunde op het Zuid-Limburgse land, zonder gebruik van enig instrument zijn ‘Ave verum corpus’ voor sopraansolo en mannenkoor a.c. Een maand later zette hij zijn indrukwekkende ‘Bede’ op blad, een werk voor mannenkoor a.c. naar een gedicht van Adama van Scheltema. Het werk werd door hem opgedragen aan dirigent en leden van het mannenkoor St. Remigius in zijn geboorteplaats Klimmen.

Het zouden de laatste werken van de 87-jarige zijn. Hij werd overgebracht naar de Hamboskliniek waar hij op 8 april 1972 overleed. Zijn Petruskoor zong voor de eminente dirigent de Requiemmis van Lorenzo Peroni.

## De componist en zijn oeuvre
De hoofdtoon in het leven van Jozef Dortu is het componeren. Het omvangrijke oeuvre is ontstaan tussen 1902 en 1972 en beslaat daarmee een periode van niet minder dan zeventig jaar. Men mag waarlijk spreken van een niet te stuiten scheppingsdrang.
De kern ervan wordt gevormd door de twintig muziekmissen die van zijn hand zijn verschenen. Vaak zijn deze met liefde en vriendschap opgedragen aan mensen die hem dierbaar waren, zoals de Annamis, de Franciscusmis, de Theresiamis, de Joannesmis, de Remigiusmis en de Barbaramis. Tien daarvan zijn door musicologen van de ‘Commissie tot keuring van Kerkelijke Muzikale Composities’ onder wie Dr. A. Smeijers en Dr. Louis Kat bestudeerd en het ‘nihil obstat’ waardig bevonden. Daarbij hoort niet de ‘Mis ter ere van O.L.Vrouw van Chèvremont’ uit 1945. Die werd door J.C.W. v. d. Wiel zuinigjes ‘goedgekeurd voor gebruik in eigen kerk; niet voor algemeen gebruik’.
Verder omvat het oeuvre vier cantates, twee Magnificats, zeven psalmen en de sequentia ‘Lauda Sion’ voor drie vrouwenstemmen en zes houtblaasinstrumenten.

Muziekuitgevers als Alsbach, Harmonia, Lispet en Roderland brachten 25 koorwerken in druk uit.

De omvang van de uitvoeringspraktijk valt moeilijk in te schatten. Zeker is dat in de loop der jaren alleen al door het Mannenkoor St. Remigius te Klimmen en het Gemengd Kerkelijk Zangkoor van de Laurentiusparochie van Voerendaal een vijftigtal van zijn composities werd uitgevoerd.

## Bijzondere gebeurtenissen
4 juni 1933 Uitvoering voor de KRO-radio van de Gerardusmis o.l.v. componist Jozef Dortu vanuit de Petruskerk te Chèvremont. Deze uitzending krijgt zoveel waardering dat hij in de jaren daarna nog driemaal met zijn koor een radio-uitzending mag verzorgen. Bij een daarvan is componist Jaap Vranken zelf aanwezig en steekt de loftrompet over directeur, zangers en organist.

15 aug. 1944 Bij het 25.-jarig bestaansfeest van het Petruskoor en het 25-jarig dirigentschap van Jozed Dortu wordt zijn ‘Missa Festiva i.h. Assumptionis B.M.V.’ voor vierstemmig mannenkoor en vijfstemmig kleinkoor en orgel ten gehore gebracht.

28 aug. 1949 Met het Kerk. Zangkoor St. Caecilia uit Klimmen brengt de componist zijn ‘Missa i.h. Sanctae Annae’ voor mannenkoor en orgel ten gehore. Dit bij gelegenheid van de viering van het feit dat zijn broer Jules Dortu 40 jaar lid en 25 jaar dirigent van St. Caecila is.

6 sept. 1953 Het befaamde ‘Aachener Domchor’ o.l.v. prof. Dr. Th. B. Lehmann voert in de Dom van Aken de mis voor gemengd koor ‘Rex Christe, miserere nobis’van Jozef Dortu uit.

25 okt. 1953 Jubileumconcert met werken van Jozef Dortu door de tachtigjarige Kon. Zangvereniging St. Lambertus o.l.v. Marcel Arbeel en gastkoor Männer-Gesang-Verein ‘Liederkranz’ uit Würselen o.l.v. Ludwig Pütz.

1 aug. 1958 Tijdens de plechtige opening van het Wereldmuziekconcours zingen de gezamenlijke mannenkoren van Kerkrade o.l.v. de componist de lofzang ‘Kichroa!’ met als baritonsolist Sjef Gielen. Dit werk op tekst van Fr. Ploum is op verzoek van het bestuur van het WMC speciaal voor deze gelegenheid door Jozef Dortu gecomponeerd.

19 mrt 1960 Het Mannenkoor St. Remigius te Klimmen benoemt Jozef Dortu wegens zijn vele verdiensten voor het koor tot erelid.

23 apr 1962 Het Petruskoor Chèvremont o.l.v. Peter Deurenberg voert de ‘Missa i.h. Sanctae Annae’voor mannenkoor en orgel van Jozef Dortu uit. Dit t.g.v. het 50-jarig bestaansfeest van het Mannenkoor St. Caecilia Chèvremont waarvan Jozef Dortu 13 jaar dirigent is geweest.

15 aug. 1964 Jozef Dortu 80 jaar. Het Kerk. Zangkoor St. Caecilia van de Lambertusparochie te Kerkrade o.l.v. J. Ramaekers voert zijn ‘Missa i.h. Assumptionis B.M.V.’ voor mannenkoor en orgel uit.

15 aug. 1984 Honderdste geboortedag Godfried Jozef Dortu . Het Gemengd Kerk. Zangkoor St. Caecilia van de Laurentiusparochie in Voerendaal zingt bij deze gelegenheid zijn ‘Missa Parce nobis, Domine’ en een vijftal andere werken van zijn hand. 

29 dec. 1984 De Regionale Omroep Zuid (ROZ) zendt ‘Het Evenement’ uit: ‘Godfried Jozef Dortu, Limburgs componist (1884-1972)”.

## Onderscheidingen
Jozef Dortu is voor zijn onuitputtelijk geduld en zijn ontembare ijver en inzet voor de koormuziek in het algemeen en de voor de kerkmuziek in het bijzonder onderscheiden met de Gouden Medaille van de Gregoriusvereniging en begiftigd met de pauselijke onderscheiding Pro Ecclesia et Pontifice.

## Nalatenschap
Na het overlijden van Jozef Dortu is het gehele oeuvre, de uitgebreide muziekliteratuur, studieboeken en correspondentie aan zijn neef Jan Dortu in Klimmen ter hand gesteld. Deze heeft alle manuscripten op alfabet gesorteerd en gecatalogiseerd en waar deze in enigszins slechte staat verkeerden, deze gereconditioneerd.

In de correspondentie trof hij naast brieven van dirigenten van kerkkoren en muziekliefhebbers ook brieven en werken aan die Jozef Dortu werden toegezonden door componisten als Jos Vranken (1900-1974) en Jaap Vranken, J.P.J. Wierts, de uit Wylré afkomstige Jean Schrijvers, S.L. Wetheim en anderen.

Uiteindelijk hebben besprekingen met de Stichting Matti Niël in Maastricht ertoe geleid dat alle stukken zijn overgedragen aan deze stichting om deze beschikbaar te stellen voor onderzoek, onderwijs en muziekbeoefening. De stichting heeft op haar beurt het gehele oeuvre van Jozef Dortu in 2010 ondergebracht voor conservering in de archieven van het Nederlands Muziekinstituut te Den Haag.